# NGC 7638
NGC 7638 is een spiraalvormig sterrenstelsel in het sterrenbeeld Pegasus. Het hemelobject werd in 1880 ontdekt door de Britse astronoom Andrew Ainslie Common.

## Synoniemen
- IC 1483
- MCG 2-59-30
- ZWG 431.46
- KUG 2320+110A
- KAZ 556
- PGC 71246